# San Vicente (departement)
San Vicente is een departement van El Salvador, gelegen in het midden van het land. De hoofdstad is de gelijknamige stad.
Het departement San Vicente omvat 1184 km² en heeft 182.157 inwoners (2016). San Vicente werd op 12 juni 1824 gesticht.

## Gemeenten
Het departement bestaat uit dertien gemeenten:
1. Apastepeque
2. Guadalupe
3. San Cayetano Istepeque
4. San Esteban Catarina
5. San Ildefonso
6. San Lorenzo
7. San Sebastián
8. San Vicente
9. Santa Clara
10. Santo Domingo
11. Tecoluca
12. Tepetitán
13. Verapaz

Ahuachapán · Cabañas · Chalatenango · Cuscatlán · La Libertad · La Paz · La Unión · Morazán · San Miguel · San Salvador · San Vicente · Santa Ana · Sonsonate · Usulután